# Реформы Бурбонов
Реформы Бурбонов — комплекс преобразований, осуществленных в конце XVIII века испанскими королями из династии Бурбонов.
Предпосылкой реформ стал кризис испанской монархии, связанный с пресечением династии Габсбургов после смерти Карла II. Неэффективная система налогообложения приводила к оттоку капиталов из Испании, связь с колониями утрачивалась, доходы стремительно падали. У истоков новой экономической политики стояли меркантилисты. Бурбоны осознали необходимость стимулирования мануфактурной промышленности и либерализации рынка.
В 1765 году король Карл III подписал указ об открытии портов для торговли, система налогообложения была унифицирована, а сами налоги снижены. Права свободной торговли были расширены в 1778 году. Фактически эти реформы привели к тому, что испанские колонии превратились в рынки сбыта текстильной промышленности метрополии. Обратно из колоний в Испанию ввозилось преимущественно серебро. Существенно возросла роль города Веракрус расположенного на западном побережье Мексиканского залива.
Реформы наталкивались на сопротивление реакционных кругов, что вынудило короля ограничить влияние Католической церкви и добиться изгнания иезуитов.
Однако реформы подорвали монополию креольской элиты в колониях, что способствовало отделению Латинской Америки от Испании.

## Дореформенная Испания

### Сельское хозяйство
Сельское хозяйство оставалось основным видом экономики. В XVIII вв. сельское хозяйство пережило определённый рост благодаря внедрению некоторых технических усовершенствований или новых культур, таких как кукуруза или картофель, но в основном это было основано на расширении обрабатываемых площадей, что означало использование земель с меньшей урожайностью, а не внедрение технических усовершенствований, которые увеличили бы среднюю урожайность на единицу посевной площади (за этот период она не увеличивалась). В конечном итоге производство имело тенденцию к снижению по сравнению с возраставшим населением, что приводило к нехватке средств к существованию и кризису прожиточного минимума. Только в некоторых «провинциях», таких как Валенсия и Каталония, произошли заметные изменения в сельском хозяйстве, связанные, прежде всего, с развитием кустарниковых культур, таких как виноградная лоза. Точно так же в Галиции и в Кантабрийском регионе выращивание сначала кукурузы, а затем картофеля привело к повышению продуктивности сельского хозяйства.
Причины аграрной отсталости были озвучены многими просвещенными людьми, но правительства реформаторов не осмелились принять необходимые меры для их исправления, потому что это поставило бы под сомнение сам королевский режим. Более 20 лет шло обсуждение «Аграрного закона», ни одна из мер которого так и не вошла в жизнь.
Основные причины слабого развития сельского хозяйства:
- значительная часть обрабатываемых земель принадлежала дворянским майоратам или была отягощена мёртвой рукой в основном со стороны церковных учреждениями и муниципальных советов. Это выводило её с рынка земли, из-а чего выставлявшаяся на продажу имела высокую цену.[6]
- доходы не реинвестировались в сельскую местность, а предназначались в основном для покрытия расходов дворянства и духовенства (владевших около 60 % земли)[6][7]
- небольшой размер арендуемой земли не позволял заниматься мерами по улучшению урожайности. Это было особенно очевидно в случае очень распространенной краткосрочной аренды на 6 лет, продление которой почти всегда предполагало увеличение арендной платы, которая должна была выплачиваться владельцу.[8]

Отгонное животноводство переживало период относительного бума, хотя его упадок начался с 70-х годов XVI в. из-за причин экономических (повышение цен на пастбища и заработной платы, в то время как цена на шерсть оставалась стабильной), и политических (сокращение привилегий места в интересах крестьян).